# ESG Edelmetall-Service
Die ESG Edelmetall-Service GmbH & Co. KG mit Sitz in Rheinstetten ist ein international tätiges Edelmetallhandels- und Recyclingunternehmen aus Baden-Württemberg in Deutschland. Sie fungiert als Groß- und Einzelhändler von edelmetallhaltigem Scheidgut. Dazu gehört das Recyceln von edelmetallhaltigem Scheidgut der Dental-, Schmuck-, Galvanik- und Elektronikindustrie und von Privatpersonen. Zusätzlich vertreibt das Unternehmen unterschiedliche Edelmetalle als Anlageprodukt. 2021 waren 77 Mitarbeiter im Unternehmen beschäftigt, und es wurde ein Umsatz in Höhe von 593,259 Millionen Euro erzielt.

## Geschichte
Das Unternehmen ESG Edelmetall-Service ging 2001 aus einem Zusammenschluss des Metallgroßhandels Schüßler und des Leiterplatten-Zentralankaufs Dominik Lochmann LZL hervor. 2001 bezog ESG ein neu gebautes Scheidgutannahmecenter, das mit Analyse- und Sicherheitstechnik ausgestattet ist.
2004 wurden sämtliche Geschäfte des Schüßler Metallgroßhandels von der ESG übernommen. Im Jahr 2007 erweiterte ESG das Verwaltungsgebäude durch einen Büroanbau sowie durch Zukauf des Nachbargrundstücks, um eine weitere Lagerhalle für die gewerblichen Industrieschrottkunden zu errichten. Ein weiterer Geschäftsbereich ist seit 2010 der Verkauf von Edelmetallen an Industriebetriebe, Banken und Investoren. Seit 2015 ist Dominik Lochmann alleiniger Geschäftsführer der ESG.

## Unternehmensstruktur
Die ESG Edelmetall-Service GmbH & Co. KG ist im Bereich des An- und Verkaufs von edelmetallhaltigem Scheidgut und Anlageprodukten aus physischen Edelmetallen tätig. Gesellschafter des Unternehmens ist die ESG Edelmetall-Service Beteiligungs-GmbH. Ihr obliegt ebenso die Geschäftsführung. 2021 erwirtschaftete das Unternehmen einen Umsatz von 593,259 Millionen Euro und beschäftigte 77 Mitarbeiter. Die ESG Edelmetall-Service GmbH in Schänis in der Schweiz wurde 2005 als eigenständiges Tochterunternehmen gegründet.

## Geschäftstätigkeiten
ESG übernimmt als zertifizierter Entsorgungsfachbetrieb das umweltgerechte Recycling edelmetallhaltigen Scheidguts der Dental-, Schmuck-, Galvanik- und Elektronikindustrie. Das Unternehmen recycelt Schrotte, wie Elektroschrott, Rückstände und Abfälle, wie Stanzabfälle, Leiterplatten und Prozessoren, in denen nicht-eisenhaltige Metalle enthalten sind.
Daneben ist es als Handelsunternehmen für edelmetallverarbeitende Unternehmen sowie im Bereich des privaten Edelmetallankaufs und -verkaufs tätig. Die ESG vertreibt dabei unterschiedliche Wertanlagen aus Gold, Silber, Platin, Palladium und anderen Edelmetallen, wie unter anderem Barren, Granulat und Münzen aus Gold und Silber sowie die als Goldtafeln und Silbertafeln bekannten „CombiBar“-Tafelbarren. Unter der Bezeichnung „Auropelli-Barren“ werden Goldbarren der Schweizer Scheideanstalt Valcambi vertrieben, deren Gold aus Minen stammt, die unter Kriterien der gerechten Bezahlung, Nachhaltigkeit und Sicherheit überprüft wurden. Dabei wird die gesamte Wertschöpfungskette dokumentiert und zertifiziert.

### Vertrieb
Die Produkte und Dienstleistungen der ESG sind sowohl vor Ort in Rheinstetten als auch online bzw. per Postankauf verfügbar. Zu den gewerblichen Kunden der ESG zählen Unternehmen der edelmetallverarbeitenden Industrie, etwa Siemens, Jenoptik, MAN, Würth und Infineon sowie fast alle deutschen Elektronikhersteller. Hinzu kommen Kunden aus den Bereichen Dental, Schmuck und Galvanik. Auch Privatperson können den An- oder Verkauf von Edelmetall-Anlageprodukten oder Schmuck und Zahngold nutzen. Für den Ankauf von Edelmetall wird in Rheinstetten ein Labor unterhalten, in dem auch kleine Mengen geprüft werden. Die angebotenen Edelmetalle können auch individualisiert werden, beispielsweise durch Gravuren. Auch vertreibt die ESG verschiedene Edelmetallprodukte mit dem Motiv der Ottifanten des Künstlers und Komikers Otto Waalkes.

### „CombiBar“-Tafelbarren
ESG entwickelte und patentierte 2011 die sogenannten „CombiBar“-Tafelbarren. Dabei handelt es sich um DIN A7 und A8 große Edelmetall-Tafelbarren aus Anlagegold, -silber, -platin oder -palladium mit durch Sollbruchstellen voneinander trennbaren kleineren Einheiten. Auf jedem Einzelbarren ist das Gewicht, die Reinheit und das Herstellerlogo gestempelt. Bereits kurz nach der Markteinführung wurden „CombiBar“-Tafelbarren international ein Standardprodukt wie Goldbarren oder Goldmünzen, vor allem für Privatkunden. In Deutschland erfolgt der Vertrieb des ESG-Produktes neben dem Edelmetallhandel auch über Sparkassen und andere Banken. Andere Anbieter können die Barren im eigenen Design anbieten.